# تلفونیکا برزیل
تلفونیکا برزیل (به پرتغالی: Telefônica Brasil) شرکت مخابرات برزیلی است، که یکی از شرکت‌های زیرمجموعه شرکت اسپانیایی تلفونیکا به‌شمار می‌آید. این شرکت در زمینه ارائه خدمات تلفن ثابت، تلفن همراه، تلویزیون ماهواره‌ای و تلویزیون کابلی در کشور برزیل فعالیت می‌نماید. 
شرکت تلفونیکا برزیل به‌عنوان یکی از شرکت‌های تابعه شرکت دولتی تله‌براس که انحصار بازار مخابرات برزیل را در اختیار داشت، تأسیس شد و در سال ۱۹۹۸ در پی تفکیک تله‌براس در فرایند خصوصی‌سازی این شرکت، توسط کمپانی تلفونیکا خریداری و بار دیگر، سازماندهی شد.
دفتر مرکزی این شرکت در شهر سائوپائولو، برزیل قرار دارد و بخشی از سهام آن در بازارهای بورس نیویورک و بورس سائوپائولو معامله می‌شود.